# Mataruška Banja
Mataruška Banja (cyr. Матарушка Бања) – miasteczko w Serbii, w okręgu raskim, w mieście Kraljevo. W 2011 roku liczyło 2950 mieszkańców.